# Larki Punjaban
Pour plus de détails, voir Fiche technique et Distribution.
Larki Punjaban (Une fille punjabi en ourdou) est un film pakistanais réalisé par Syed Noor, sorti en 2003.

## Synopsis
Le film tourne autour de la romance et des tribulations entre une fille Sikh (Saima) et un homme pakistanais (Shamil Khan). Le personnage de Babar Ali est opposé à cette union.

## Fiche technique
- Titre : Larki Punjaban
- Réalisation : Syed Noor
- Scénario : Rukhsana Noor
- Pays d'origine : Pakistan
- Genre : drame
- Musique : Zain

## Distribution
- Babar Ali
- Shamil Khan
- Rasheed Naz
- Saima Noor

## Autour du film
- Le budget du film est estimé à 5 millions de roupies (très gros pour le cinéma pakistanais).